# Dominic Oduro
 Der er flere personer med dette navn, se Dominic Oduro (fodboldspiller, født 1995).
Dominic Oduro (født 13. august 1985) er en ghanesisk tidligere professionel fodboldspiller, der spillede for en række klubber i den amerikanske MLS-liga.